# Marsypopetalum crassum
Marsypopetalum crassum är en kirimojaväxtart som först beskrevs av Richard Neville Parker, och fick sitt nu gällande namn av B. Xue och Richard M.K. Saunders. Marsypopetalum crassum ingår i släktet Marsypopetalum och familjen kirimojaväxter. Inga underarter finns listade i Catalogue of Life.